# Hudčice
Hudčice är en ort i Tjeckien.   Den ligger i regionen Mellersta Böhmen, i den centrala delen av landet, 70 km sydväst om huvudstaden Prag. Hudčice ligger 499 meter över havet och antalet invånare är 224.
Terrängen runt Hudčice är huvudsakligen platt, men åt nordväst är den kuperad. Runt Hudčice är det ganska glesbefolkat, med 34 invånare per kvadratkilometer. Närmaste större samhälle är Příbram, 18,7 km norr om Hudčice. I omgivningarna runt Hudčice växer i huvudsak blandskog.